# Gertrud Bergström
Gertrud Amalia Karolina Bergström, född 25 mars 1869  i Nässjö, död 24 september 1954 i Adolf Fredriks församling, Stockholm,, var en svensk skolköksinspektris. Hon var syster till konstnären Endis Bergström och häradshövding Walter Bergström.
Bergström var dotter till kapten Leopold Bergström och friherrinnan Ingeborg Fägerskiöld, och sondotter till ämbetsmannen Johan Jacob Bergström.  Hon utexaminerades från Statens skolköksseminarium 1897 och var lärarinna vid Johannes folkskola 1899-1912 samt från 1913 skolköksinspektris vid Stockholms folkskolor. 
Hon var 1927 medlem i Föreningen Kvinnolistans kampanj.
Bland Bergströms tryckta skrifter märks Tvätt och strykning (1911, 2:a upplagan 1920), Handbok för offentlig utspisning (1916) samt tillsammans med Ingeborg Schager Kokbok för sockersjuka (1904) och Födoämneslära (1906, 10:e upplagan 1925).